# 三方斗争
三方斗争是8世紀至9世紀期間，瞿折罗-普腊蒂哈腊王朝、波罗王朝和罗湿陀罗拘陀之间为争夺印度北部的控制权而发生的衝突。  :20 最終瞿折罗-普腊蒂哈腊王朝獲勝，根瑙杰由瞿折罗-普腊蒂哈腊王朝實際控制。